# Leichtathletik-Weltmeisterschaften 2011/100 m Hürden der Frauen

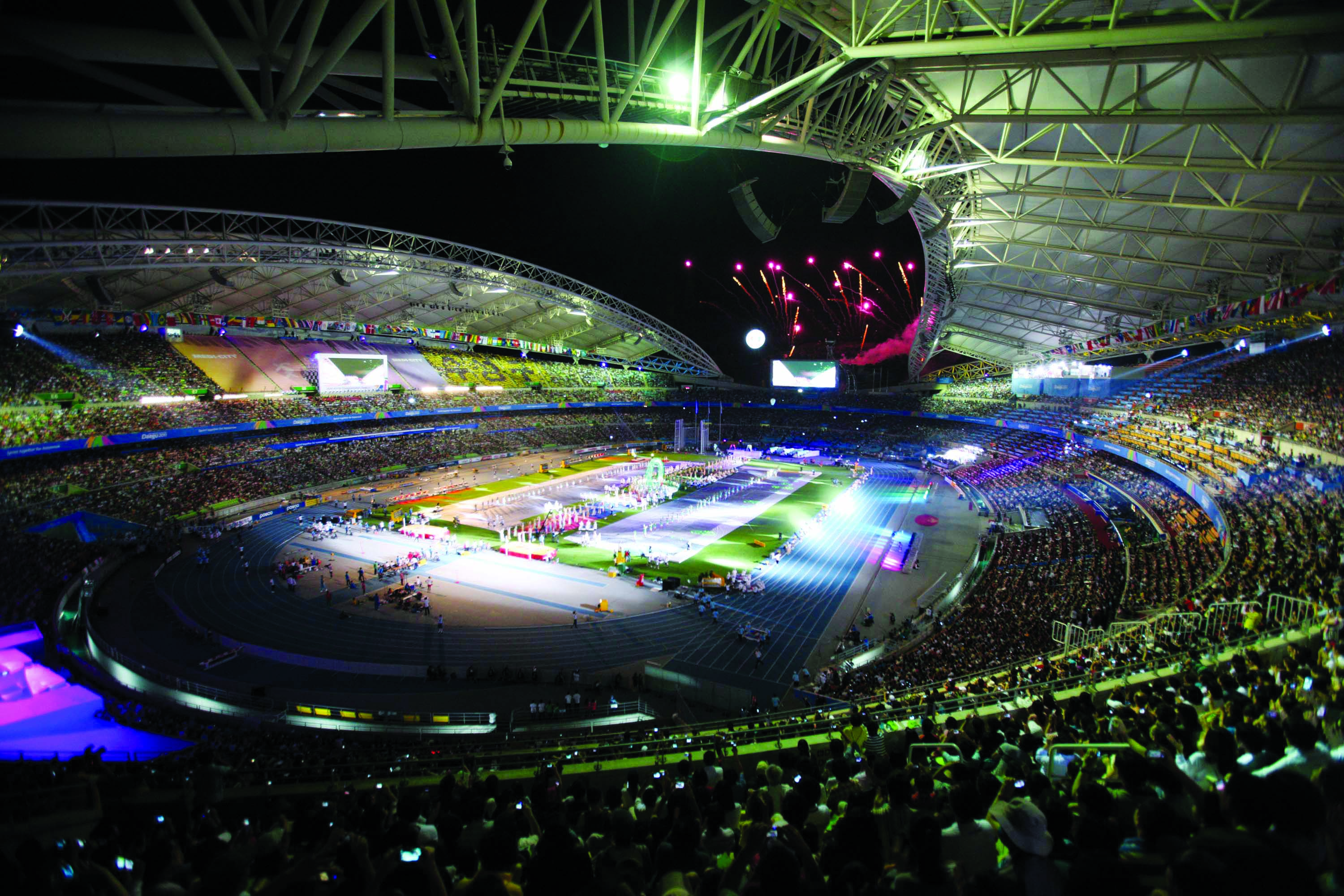
Das Daegu-Stadion im Jahr 2010

Der 100-Meter-Lauf der Frauen bei den Leichtathletik-Weltmeisterschaften 2011 wurde am 2. und 3. September 2011 im Daegu-Stadion der südkoreanischen Stadt Daegu ausgetragen.
In diesem Wettbewerb errangen die Hürdensprinterinnen aus den Vereinigten Staaten mit Silber und Bronze zwei Medaillen. Weltmeisterin wurde die australische Olympiazweite von 2008 Sally Pearson, frühere Sally McLellan. Silber gewann Danielle Carruthers. Bronze ging an die aktuelle Olympiasiegerin Dawn Harper.

## Rekorde

### Bestehende Rekorde
| Weltrekord | 12,21 s | Jordanka Donkowa   | Stara Sagora, Bulgarien | 20. August 1988   |
| WM-Rekord  | 12,34 s | Ginka Sagortschewa | WM 1987 in Rom, Italien | 4. September 1987 |

Im Finale am 3. September erzielte die australische Weltmeisterin Sally Pearson 12,28 s  bei einem Rückenwind von 1,1 m/s und unterbot damit den bereits seit 1987 bestehenden WM-Rekord um sechs Hundertstelsekunden.
Darüber hinaus gab es zwei Weltjahresbestleistungen und einen Landesrekord.
- Weltjahresbestleistungen:
  - 12,36 s – Sally Pearson (Australien), zweites Halbfinale am 3. September, Rückenwind: 0,3 m/s
  - 12,28 s – Sally Pearson (Australien), Finale am 3. September, Rückenwind: 1,1 m/s
- Landesrekord:
  - 12,67 s – Tiffany Porter, Großbritannien, drittes Halbfinale am 3. September, Rückenwind: 0,7 m/s

## Vorrunde
Die Vorrunde wurde in fünf Läufen durchgeführt. Die ersten vier Athletinnen pro Lauf – hellblau unterlegt – sowie die darüber hinaus vier zeitschnellsten Läuferinnen – hellgrün unterlegt – qualifizierten sich für das Halbfinale.
In dieser Vorrunde waren im letzten Vorlauf auf dem vierten/fünften Rang zwei Hürdensprinterinnen aufgrund von Zeitgleichheit gleichplatziert. Da alle Läuferinnen auf Rang vier sich für die nächste Runde qualifizierten, erhielten beide eine Startgenehmigung für das Halbfinale. Dadurch entfiel eine Startberechtigung über die Zeitregel, auf diesem Wege qualifizierten sich in diesem Fall nur drei Athletinnen für die nächste Runde. Beide gleichplatzierten Läuferinnen wären allerdings auch über die Zeitregel weitergekommen, die Zusammensetzung der Halbfinals wäre dieselbe gewesen.

### Vorlauf 1

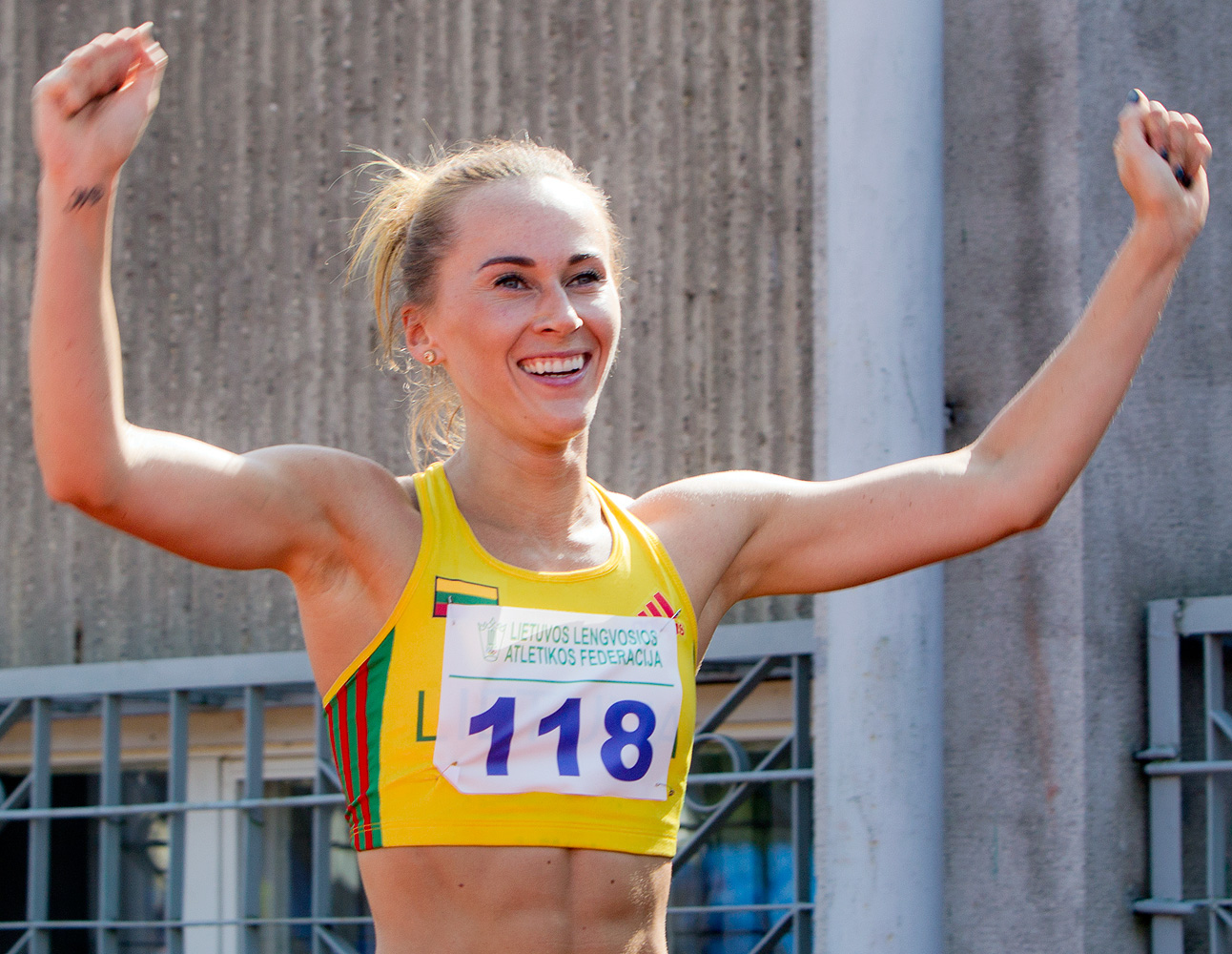
Sonata Tamošaitytė – ausgeschieden als Sechste in 13,28 s
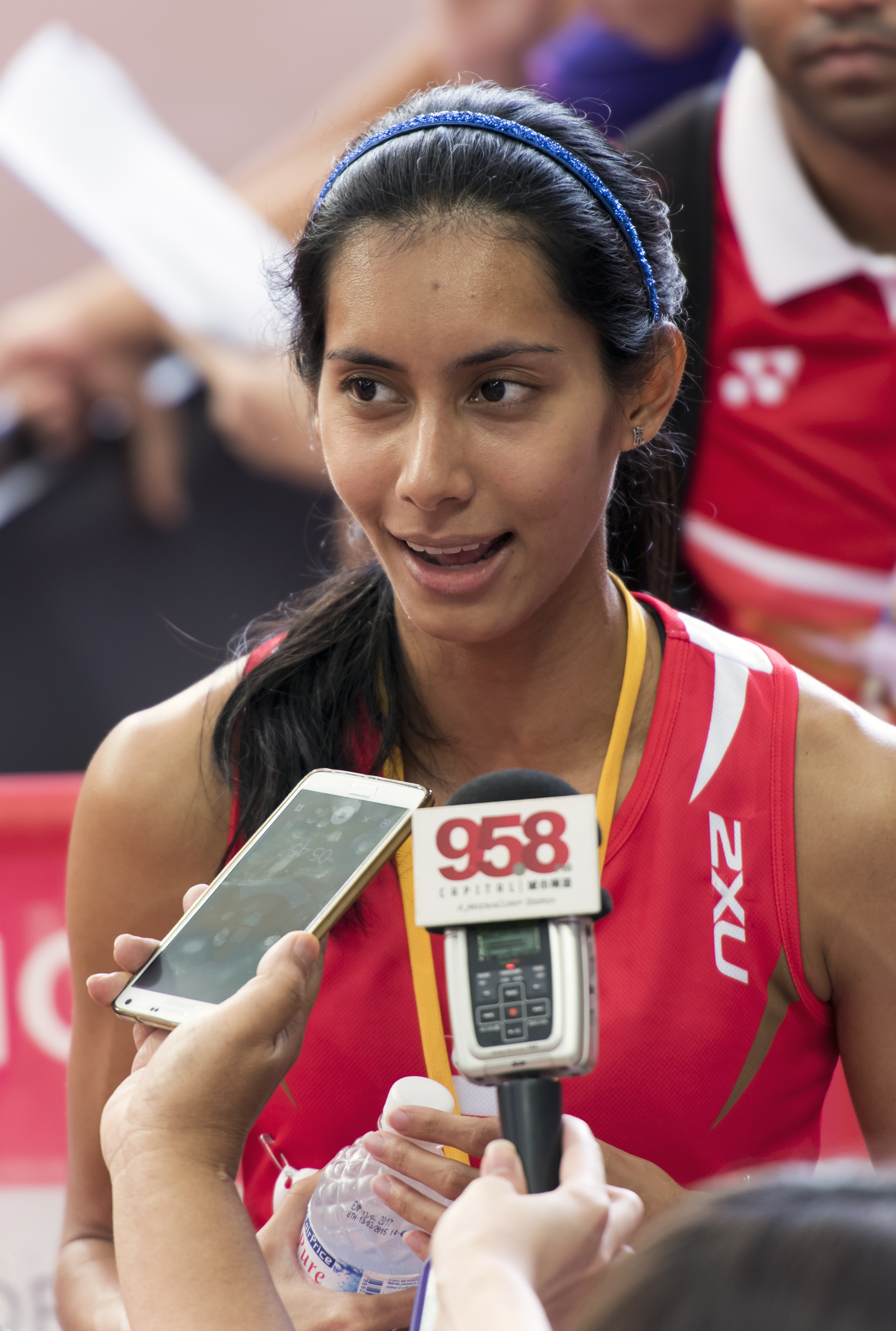
Dipna Lim Prasad – ausgeschieden als Achte in 14,40 s

2. September 2011, 10:20 Uhr
Wind: +1,0 m/s
| Platz | Name                | Nation     | Zeit (s) |
| ----- | ------------------- | ---------- | -------- |
| 1     | Kellie Wells        | USA        | 12,73    |
| 2     | Vonette Dixon       | Jamaika    | 12,82    |
| 3     | Nikkita Holder      | Kanada     | 12,90    |
| 4     | Natalja Iwoninskaja | Kasachstan | 12,96    |
| 5     | Nevin Yanıt         | Türkei     | 13,07    |
| 6     | Sonata Tamošaitytė  | Litauen    | 13,28    |
| 7     | Kierre Beckles      | Barbados   | 13,44    |
| 8     | Dipna Lim Prasad    | Singapur   | 14,40    |

### Vorlauf 2

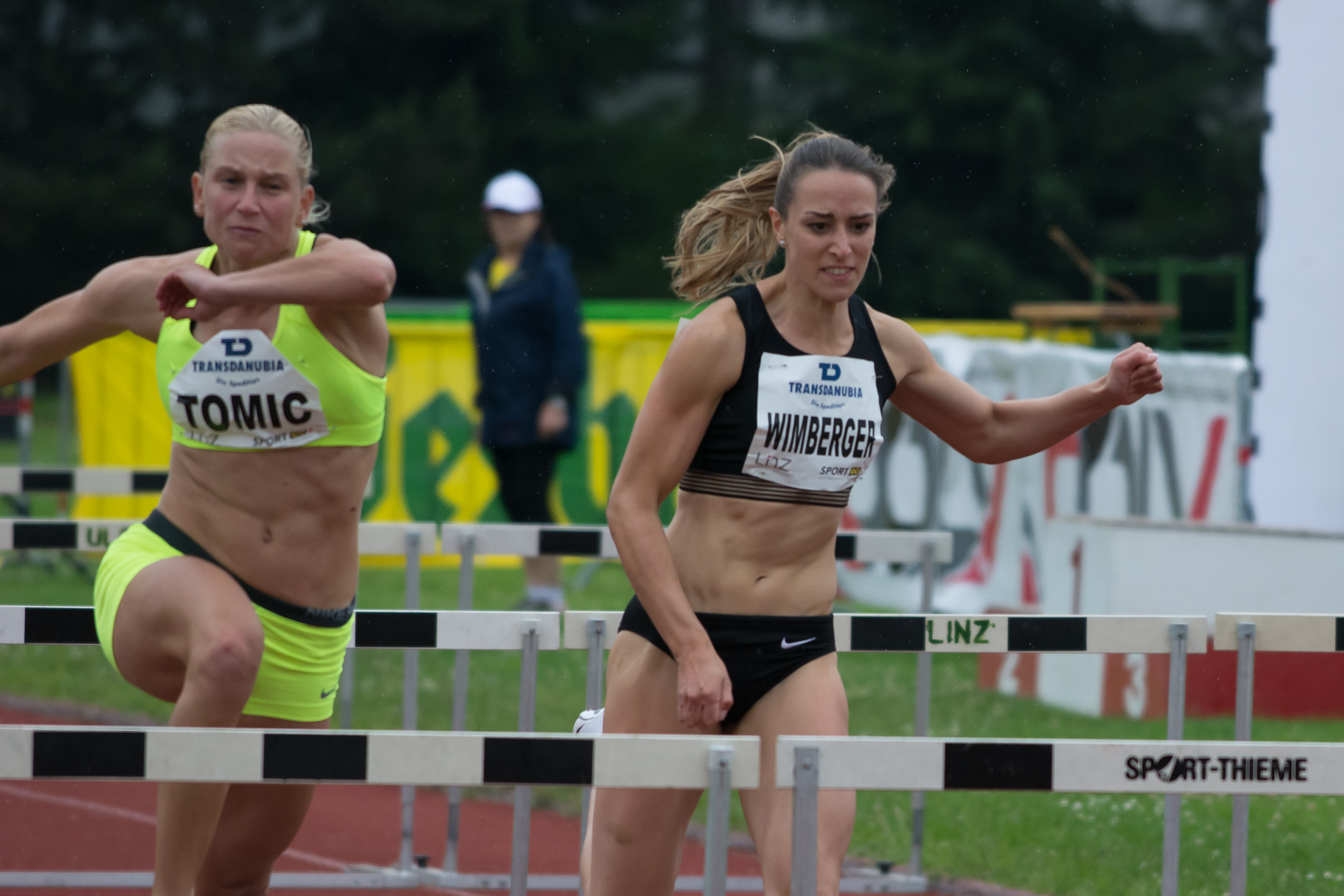
Marina Tomić – ausgeschieden als Fünfte in 13,36 s
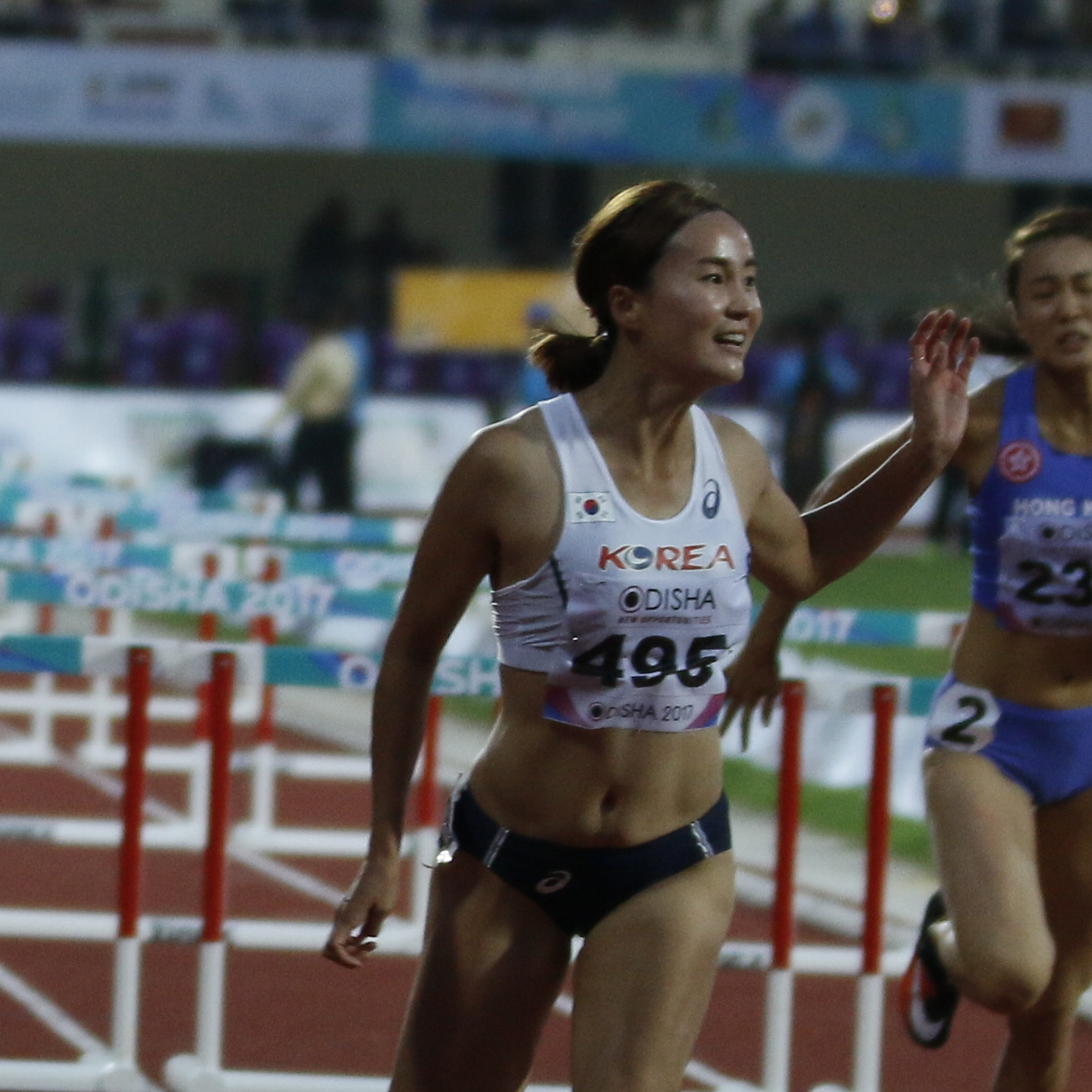
Jung Hye-lim – ausgeschieden als Siebte in 13,39 s

2. September 2011, 10:28 Uhr
Wind: −0,6 m/s
| Platz | Name             | Nation                  | Zeit (s) |
| ----- | ---------------- | ----------------------- | -------- |
| 1     | Sally Pearson    | Australien              | 12,53    |
| 2     | Derval O’Rourke  | Irland                  | 13,07    |
| 3     | Brigitte Merlano | Kolumbien               | 13,23    |
| 4     | Beate Schrott    | Österreich              | 13,25    |
| 5     | Marina Tomić     | Slowenien               | 13,36    |
| 6     | Lavonne Idlette  | Dominikanische Republik | 13,39    |
| 7     | Jung Hye-lim     | Südkorea                | 13,39    |

### Vorlauf 3

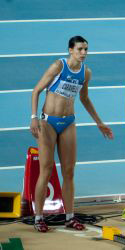
Marzia Caravelli – ausgeschieden als Fünfte in 13,29 s
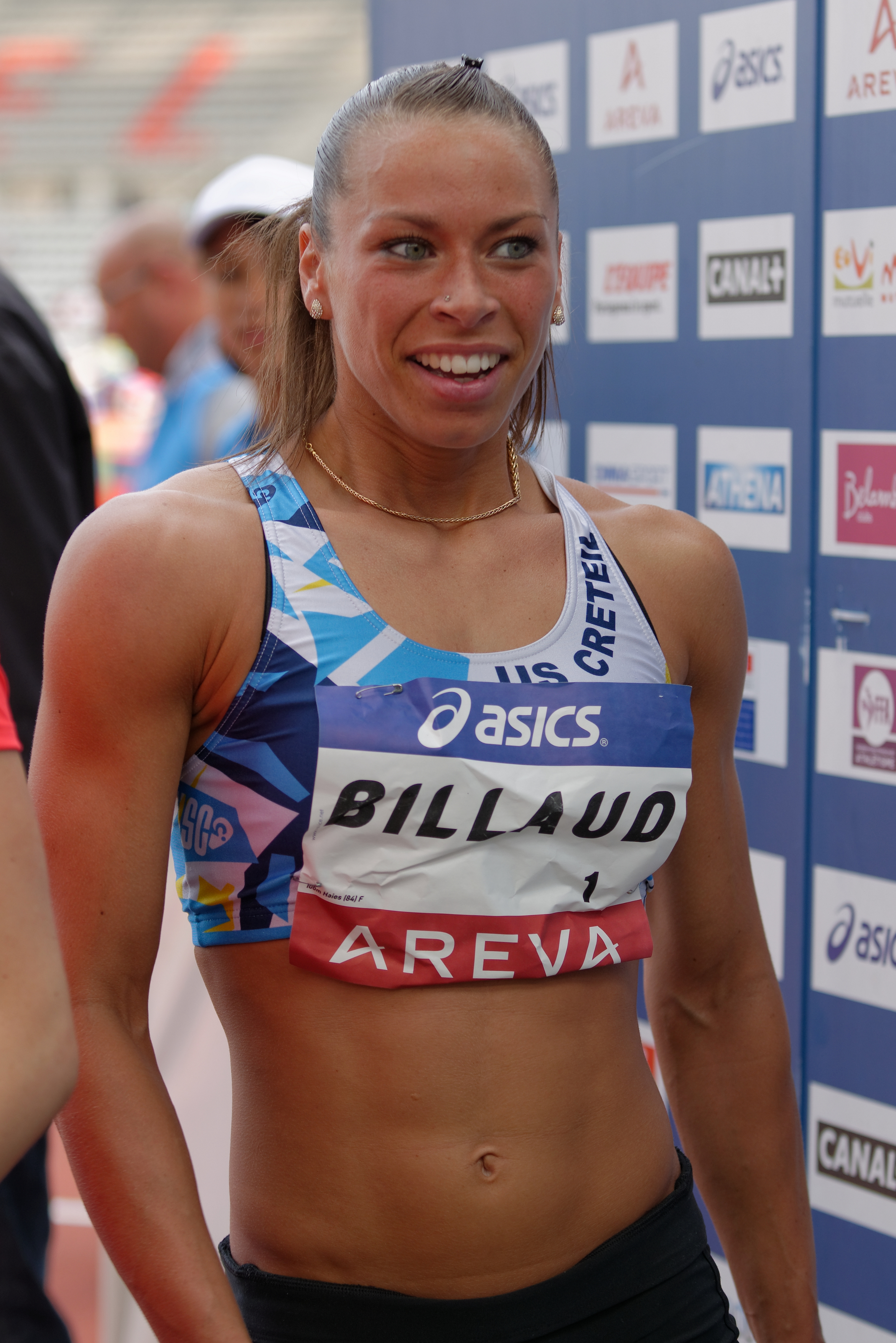
Dedeh Erawati – ausgeschieden als Siebte in 13,56 s

2. September 2011, 10:36 Uhr
Wind: −1,6 m/s
| Platz | Name                | Nation         | Zeit (s) |
| ----- | ------------------- | -------------- | -------- |
| 1     | Tiffany Porter      | Großbritannien | 12,84    |
| 2     | Lina Flórez         | Kolumbien      | 12,98    |
| 3     | Tatjana Dektjarjowa | Russland       | 13,05    |
| 4     | Lisa Urech          | Schweiz        | 13,16    |
| 5     | Marzia Caravelli    | Italien        | 13,29    |
| 6     | Cindy Billaud       | Frankreich     | 13,50    |
| 7     | Dedeh Erawati       | Indonesien     | 13,56    |
| 8     | Jeimy Bernárdez     | Honduras       | 14,45    |

### Vorlauf 4

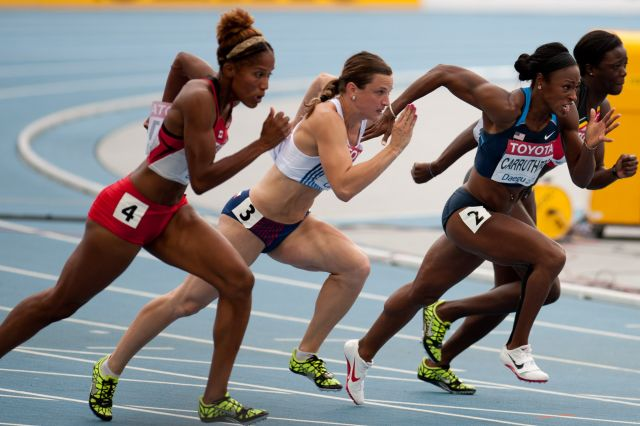
Vierter Vorlauf (v. l. n. r.): Phylicia George, Lucie Škrobáková, Danielle Carruthers, Anne Zagré
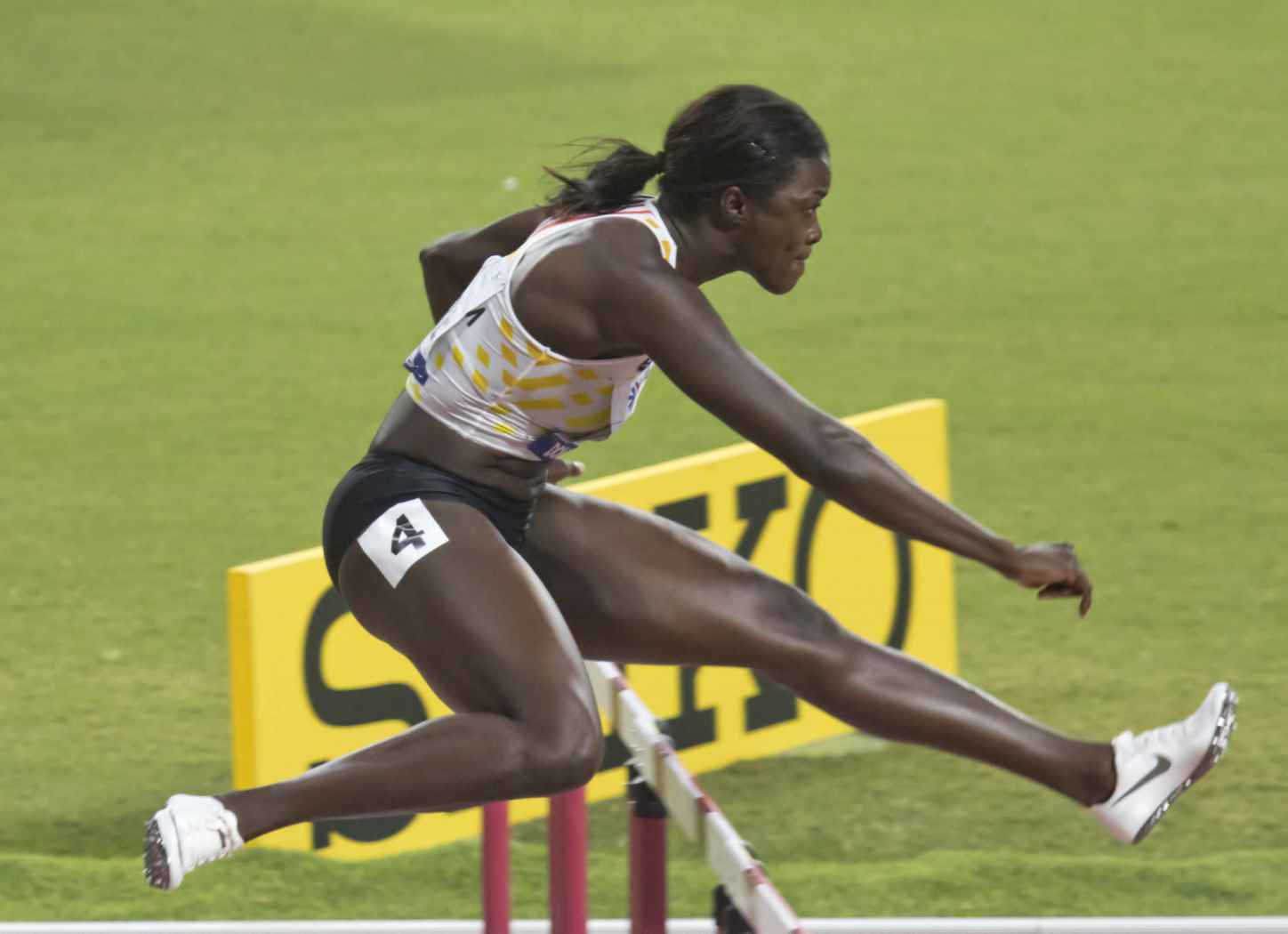
Anne Zagré – ausgeschieden als Siebte in 13,47 s

2. September 2011, 10:52 Uhr
Wind: ±0,0 m/s
| Platz | Name                   | Nation       | Zeit (s) |
| ----- | ---------------------- | ------------ | -------- |
| 1     | Danielle Carruthers    | USA          | 12,79    |
| 2     | Phylicia George        | Kanada       | 12,84    |
| 3     | Lucie Škrobáková       | Tschechien   | 12,89    |
| 4     | Brigitte Foster-Hylton | Jamaika      | 12,96    |
| 5     | Cindy Roleder          | Deutschland  | 13,01    |
| 6     | Seun Adigun            | Nigeria      | 13,13    |
| 7     | Anne Zagré             | Belgien      | 13,47    |
| 8     | Béatrice Kamboulé      | Burkina Faso | 13,76    |

### Vorlauf 5
2. September 2011, 10:52 Uhr
Wind: +1,3 m/s
| Platz | Name                  | Nation              | Zeit (s) |
| ----- | --------------------- | ------------------- | -------- |
| 1     | Dawn Harper           | USA                 | 12,89    |
| 2     | Perdita Felicien      | Kanada              | 12,95    |
| 3     | Sun Yawei             | Volksrepublik China | 13,03    |
| 4     | Sandra Gomis          | Frankreich          | 13,07    |
| 4     | Indira Spence         | Jamaika             | 13,07    |
| 6     | Anastassija Soprunowa | Kasachstan          | 13,43    |
| 7     | Poon Pak Yan          | Hongkong            | 14,04    |
| DNS   | Demetra Arachovití    | Griechenland        |          |

## Halbfinale
Aus den drei Halbfinalläufen qualifizierten sich die jeweils ersten beiden Athletinnen – hellblau unterlegt – sowie die darüber hinaus zwei zeitschnellsten Läuferinnen – hellgrün unterlegt – für das Finale.

### Halbfinallauf 1

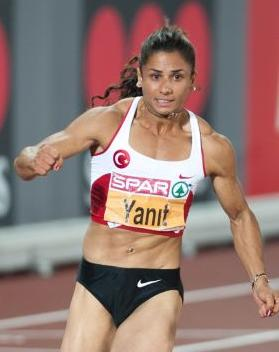
Nevin Yanıt – ausgeschieden als Siebte in 13,31 s
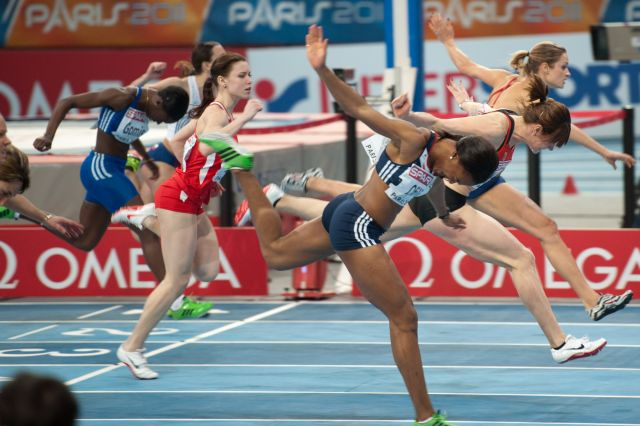
Sandra Gomis (ganz vorn) – ausgeschieden als Achte in 13,55 s

3. September 2011, 19:15 Uhr
Wind: −0,1 m/s
| Platz | Name            | Nation              | Zeit (s) |
| ----- | --------------- | ------------------- | -------- |
| 1     | Phylicia George | Kanada              | 12,73    |
| 2     | Kellie Wells    | USA                 | 12,79    |
| 3     | Lisa Urech      | Schweiz             | 12,86    |
| 4     | Lina Flórez     | Kolumbien           | 12,94    |
| 5     | Vonette Dixon   | Jamaika             | 13,00    |
| 6     | Sun Yawei       | Volksrepublik China | 13,19    |
| 7     | Nevin Yanıt     | Türkei              | 13,31    |
| 8     | Sandra Gomis    | Frankreich          | 13,55    |

### Halbfinallauf 2

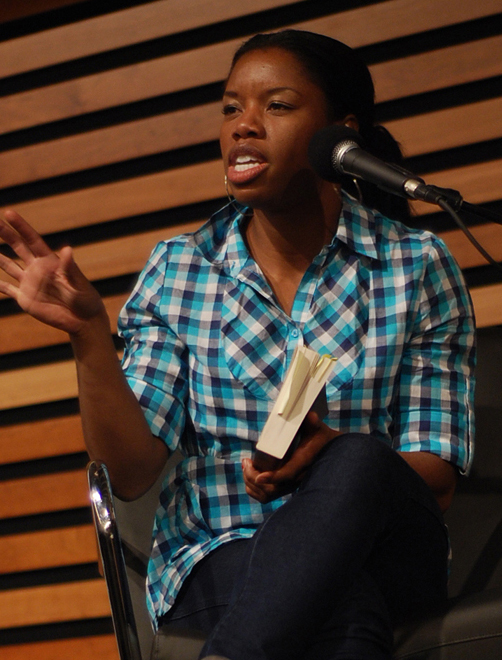
Perdita Felicien, 2003 Weltmeisterin / 2007 Vizeweltmeisterin – ausgeschieden als Vierte in 12,88 s
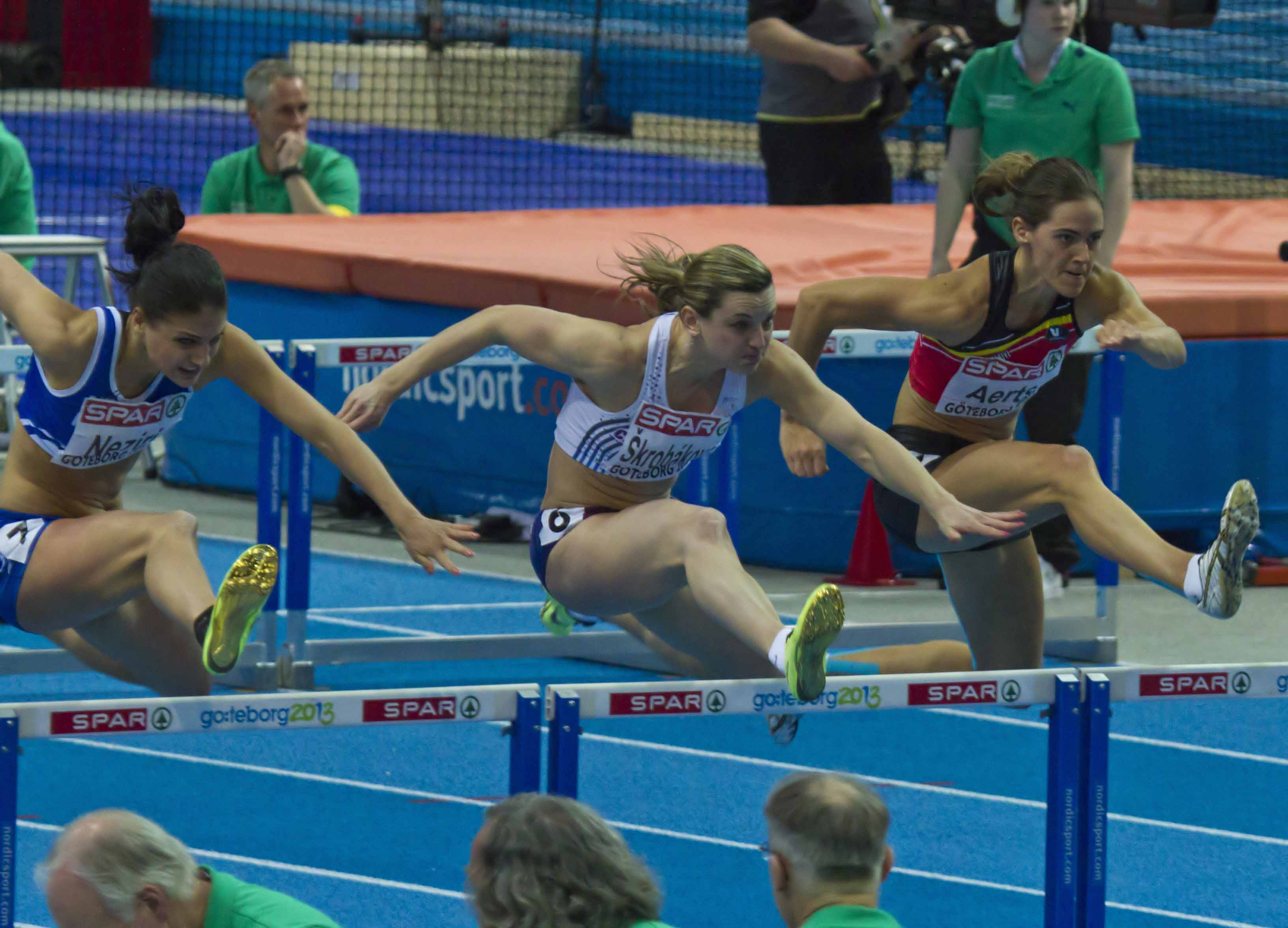
Lucie Škrobáková (Mitte) – ausgeschieden als Siebte in 12,98 s

3. September 2011, 19:23 Uhr
Wind: +0,3 m/s
| Platz | Name                | Nation     | Zeit (s) |
| ----- | ------------------- | ---------- | -------- |
| 1     | Sally Pearson       | Australien | 12,36 WL |
| 2     | Dawn Harper         | USA        | 12,74    |
| 3     | Tatjana Dektjarjowa | Russland   | 12,76    |
| 4     | Perdita Felicien    | Kanada     | 12,88    |
| 5     | Indira Spence       | Jamaika    | 12,93    |
| 6     | Natalja Iwoninskaja | Kasachstan | 12,96    |
| 7     | Lucie Škrobáková    | Tschechien | 12,98    |
| 8     | Seun Adigun         | Nigeria    | 13,14    |

### Halbfinallauf 3
3. September 2011, 19:31 Uhr
Wind: +0,7 m/s
| Platz | Name                   | Nation         | Zeit (s) |
| ----- | ---------------------- | -------------- | -------- |
| 1     | Tiffany Porter         | Großbritannien | 12,56 NR |
| 2     | Danielle Carruthers    | USA            | 12,65    |
| 3     | Nikkita Holder         | Kanada         | 12,84    |
| 4     | Brigitte Foster-Hylton | Jamaika        | 12,87    |
| 5     | Cindy Roleder          | Deutschland    | 12,91    |
| 6     | Beate Schrott          | Österreich     | 13,02    |
| 7     | Brigitte Merlano       | Kolumbien      | 13,21    |
| DNS   | Derval O’Rourke        | Irland         |          |

Im dritten Halbfinale ausgeschiedene Hürdensprinterinnen:

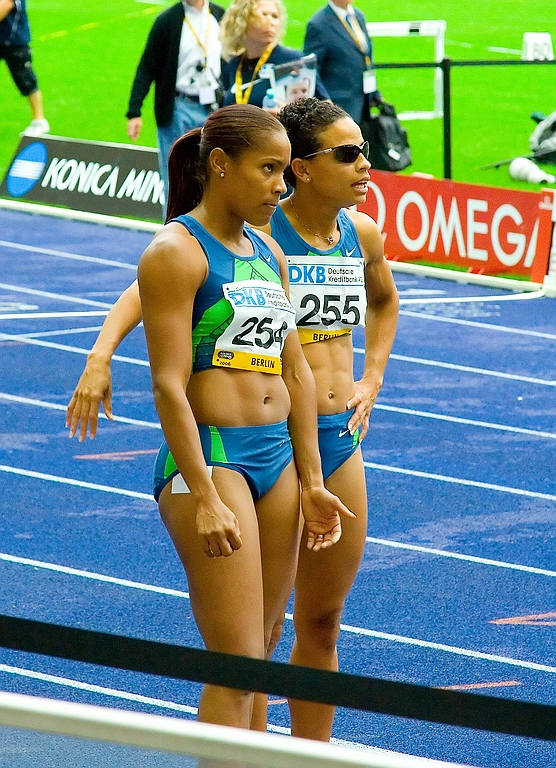
Brigitte Foster-Hylton (links) Rang vier in 12,87 s
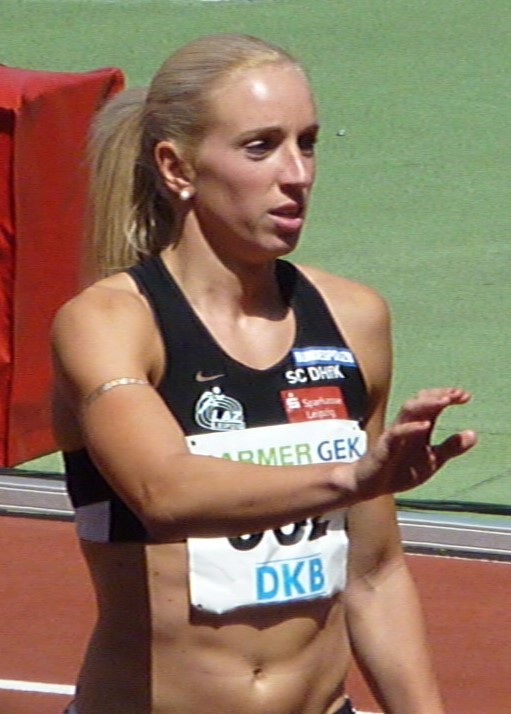
Cindy Roleder Rang fünf in 12,87 s
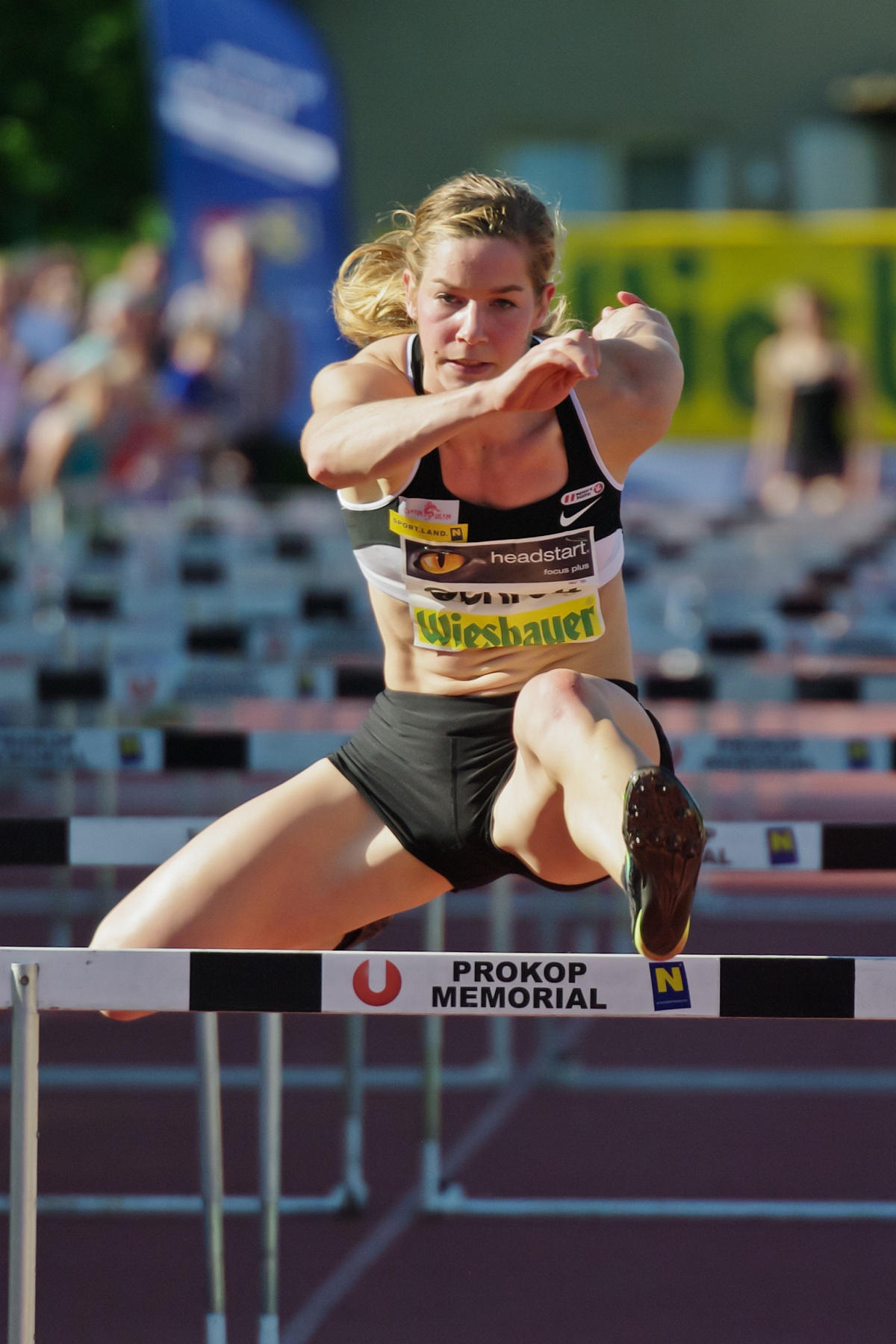
Beate Schrott Rang sechs in 13,02 s
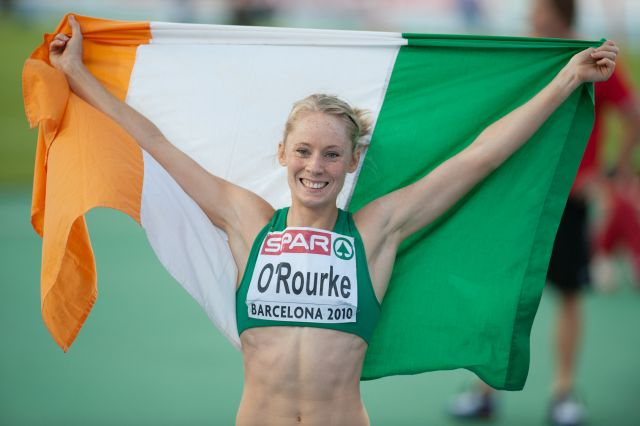
Derval O’Rourke – hier als EM-Zweite 2010 – trat zum Halbfinale nicht an

## Finale

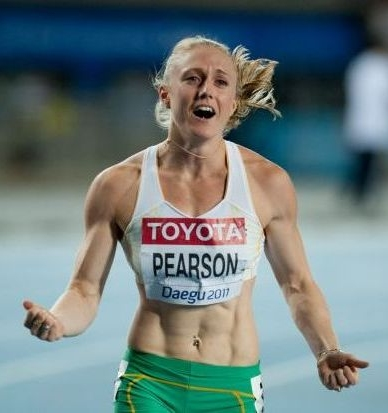
Weltmeisterin Sally Pearson, frühere Sally McLellan

3. September 2011, 21:00 Uhr
Wind: +1,1 m/s
| Platz | Name                | Nation         | Zeit (s)    |
| ----- | ------------------- | -------------- | ----------- |
| 1     | Sally Pearson       | Australien     | 12,28 CR/WL |
| 2     | Danielle Carruthers | USA            | 12,47       |
| 3     | Dawn Harper         | USA            | 12,47       |
| 4     | Tiffany Porter      | Großbritannien | 12,63       |
| 5     | Tatjana Dektjarjowa | Russland       | 12,82       |
| 6     | Nikkita Holder      | Kanada         | 12,93       |
| 7     | Phylicia George     | Kanada         | 17,97       |
| DNF   | Kellie Wells        | USA            |             |

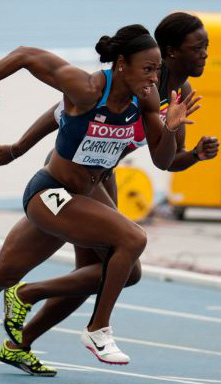
Vizeweltmeisterin Danielle Carruthers
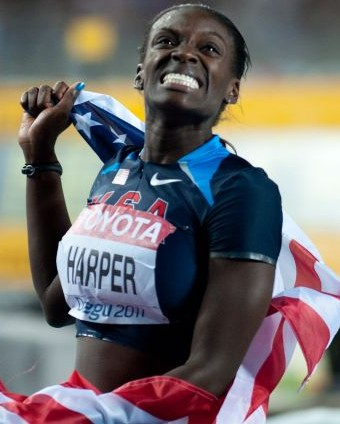
Dawn Harper, aktuelle Olympiasiegerin – eine freudestrahlende Bronzemedaillengewinnerin
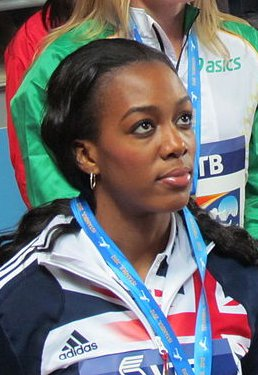
Nach britischem Landesrekord im Halbfinale kam Tiffany Porter im Finale auf den vierten Platz
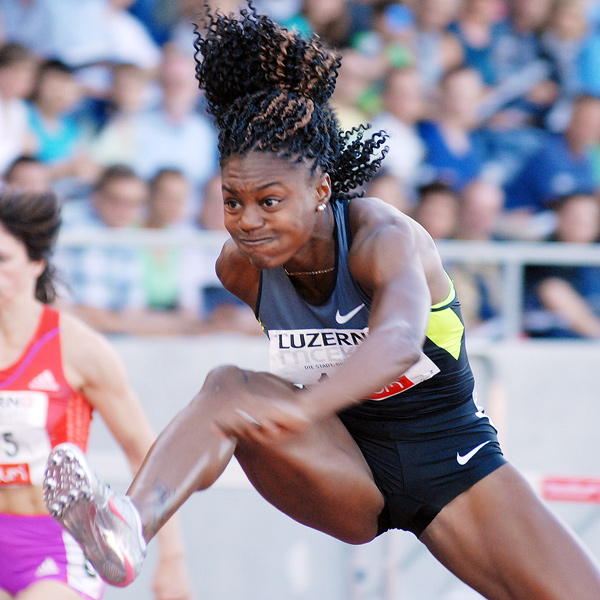
Nikkita Holder belegte Rang sechs
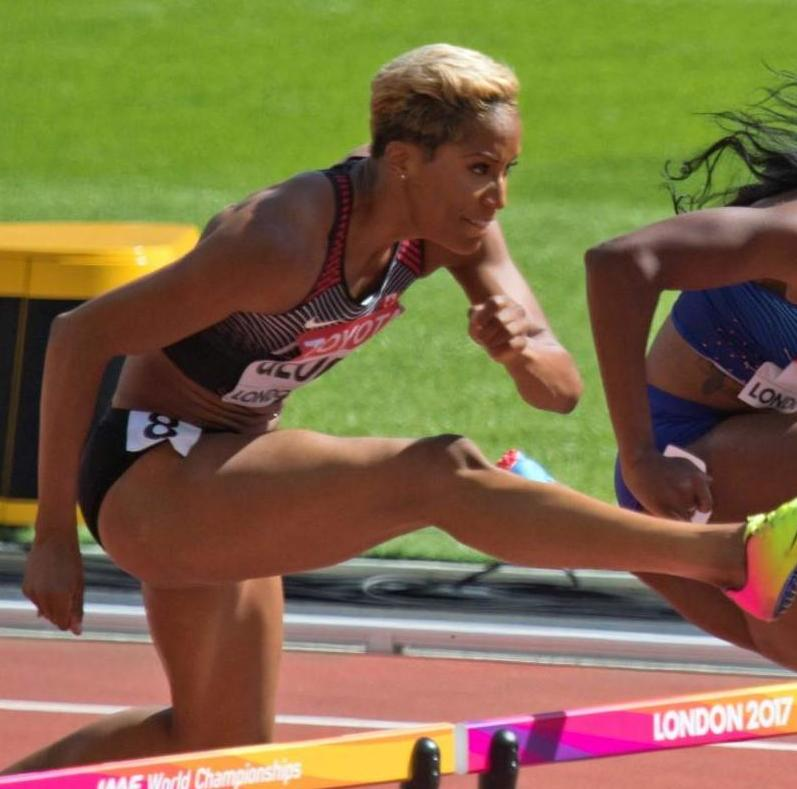
Die siebtplatzierte Phylicia George
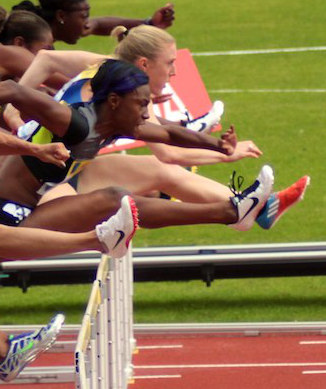
Kellie Wells (schwarz-gelber Dress) erreichte im Finale nicht das Ziel

## Video
- 100M Hurdles Final Women Daegu 2011 Sally Pearson 12.28!!, youtube.com, abgerufen am 4. Januar 2021